# Stazione meteorologica di Castelfranco Veneto
La stazione meteorologica di Castelfranco Veneto è una stazione meteorologica localizzata nel comune di Castelfranco Veneto, in provincia di Treviso. Gestita dall'ARPA Veneto (n. 102), è classificata come stazione agro-meteorologica.

## Dati climatologici
In base alla media trentennale di riferimento 1961-1990, la temperatura media del mese più freddo, gennaio, si attesta a +1,9 °C, quella del mese più caldo, luglio, è di +23,5 °C .
| Castelfranco Veneto | Mesi | Mesi | Mesi | Mesi | Mesi | Mesi | Mesi | Mesi | Mesi | Mesi | Mesi | Mesi | Stagioni | Stagioni | Stagioni | Stagioni | Anno |
| Castelfranco Veneto | Gen  | Feb  | Mar  | Apr  | Mag  | Giu  | Lug  | Ago  | Set  | Ott  | Nov  | Dic  | Inv      | Pri      | Est      | Aut      | Anno |
| ------------------- | ---- | ---- | ---- | ---- | ---- | ---- | ---- | ---- | ---- | ---- | ---- | ---- | -------- | -------- | -------- | -------- | ---- |
| T. max. media (°C)  | 5,0  | 7,4  | 12,2 | 17,5 | 23,0 | 26,8 | 29,1 | 28,4 | 24,8 | 18,6 | 11,4 | 6,0  | 6,1      | 17,6     | 28,1     | 18,3     | 17,5 |
| T. min. media (°C)  | −1,2 | −0,1 | 3,9  | 8,3  | 12,2 | 16,1 | 17,9 | 17,6 | 14,2 | 9,5  | 5,0  | 0,3  | −0,3     | 8,1      | 17,2     | 9,6      | 8,6  |